# Beaufort (film)
Beaufort (Hebreeuws: בופור) is een Israëlische film uit 2007. De film werd genomineerd tijdens de 80e Academy Awards voor de prijs voor beste niet-Engelstalige film. Het verhaal is gebaseerd op de roman Beaufort, geschreven door de Israëlische schrijver Ron Leshem.

## Verhaal
Het verhaal vindt plaats in 2000 en toont de angsten en zorgen van de 22 jaar oude commandant Liraz Liberti en van de jonge Israëlische soldaten die in de vestiging Beaufort zitten tijdens de laatste dagen van de 18-jarige oorlog in Libanon.

## Cast
| Acteur       | Personage |
| ------------ | --------- |
| Alon Abutbul | Kimchy    |
| Daniel Brook | Pavel     |
| Oshri Cohen  | Liraz     |
| Eli Eltonyo  | Oshry     |